# Provincia Satun
Satun (în thailandeză สตูล) este o provincie (changwat) din Thailanda. Situată în regiunea de Sud, provincia Satun are în componența sa 7 districte (amphoe), 36 de sub-districte (tambon) și 277 de sate (muban). 
Cu o populație de 288.789 de locuitori și o suprafață totală de 2.479,0 km2, Satun este a 68-a provincie din Thailanda ca mărime după numărul populației și a 63-a după mărimea suprafeței.